# Quina (escorça)

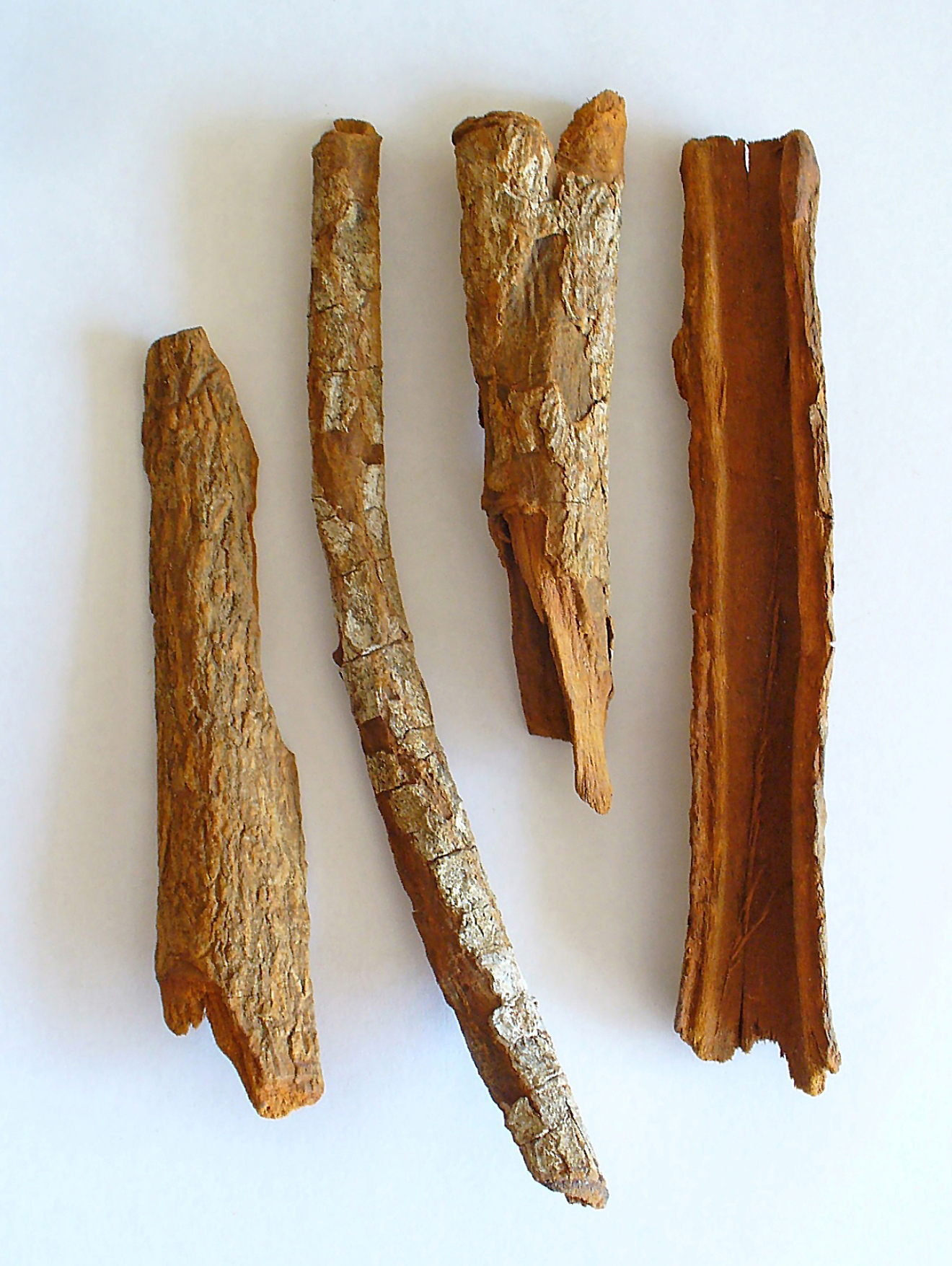
Escorça de Cinchona officinalis

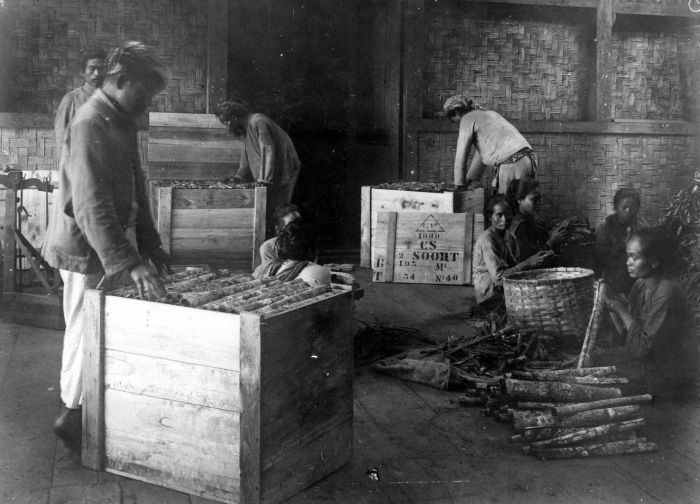
Imatge antiga que mostra treballadors empaquetant l'escorça de cincona, la quina, per a la indústria farmacèutica.

La quina, escorça dels jesuïtes, escorça peruana o quinquina és l'escorça de les cincones. Està formada per làmines primes, de superfície externa grisa marronosa i superfície interna vermellosa. L'escorça té una fractura fibrosa. El seu nom prové del quítxua kina (escorça).
Els principis actius que conté son tanins 3-10%, alcaloides 5-15% (conté més de 20 tipus d'alcaloides, els de més importància són els alcaloides quinilinics: quinina, quinidina, cinconina, cinconidina), principis amargs (àcid quinic) i traces d'olis essencials.

### Usos medicinals
S'usa dessecada. Ha de tenir un 6,5% d'alcaloides totals, dels quals un 30%-60% han de ser del tipus de la quinina.
Les indicacions aprovades per la comissió E del Ministeri de Sanitat alemany són: Inapetència i dispèpsies hiposecretores. Tradicionalment també es fa servir contra la febre, per tractar la grip, en casos de convalescència i contra la malària o paludisme.
La quinidina es fa servir en la profilaxi d'arítmies cardíaques, taquicàrdia paroxística i fibril·lació auricular, ja que és antifibril·lant i estabilitzant de les membranes de la cèl·lula miocardíaca.

### Accions farmacològiques
És un tònic aperitiu: agent estimulant de la secreció gàstrica i, per tant, afavoridor d'una millor digestió dels aliments. Altres qualitats són: digestiu, colagog: provoca l'evacuació de la bilis, astringent, antipalúdic, actiu davant Plasmodium vivax, P. falciparum, P.malariae i P. ovale, antiprotozoari, cicatritzant i tònic cardíac potenciador dels efectes dels alcaloides digitàlics.

### Toxicitat
No s'ha indicat cap mena de toxicitat. L'ús perllongat o dosis elevades pot provocar nàusees i vòmits, dolor abdominal, alteracions de l'audició i de la visió, mal de cap i erupcions cutànies.

### Contraindicacions
- Embaràs, perquè té efecte oxitòcic (estimulant del part)
- Hipersensibilitat a la quina o algun dels seus components
- Administració juntament amb digitàlics o anticoagulants, perquè potencien la seva acció.
- En casos de gastritis i ulceres gastroduodenals

### Efectes secundaris
Ocorren per hipersensibilitat a la quina, i es produeixen al·lèrgies cutànies o febre. També s'ha associat a algun cas d'hemorràgia per trombocitopènia.